# Annorstädes vals

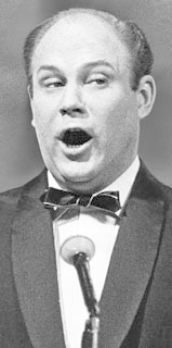
Ingvar Wixell i Melodifestivalen 1965 med vinnarlåten "Annorstädes vals".

"Annorstädes vals" är en sång med musik av Dag Wirén och text av Alf Henrikson. Ingvar Wixell vann den svenska Melodifestivalen 1965 och framförde den i Eurovision Song Contest 1965 i Neapel i Italien på engelska som "Absent Friend". Detta var första gången i tävlingens historia som ett bidrag inte framfördes på det tävlande landets hemspråk. Detta ledde till en tittarstorm där man undrade om Wixell skämdes över det svenska språket.  
Låten fick totalt sex poäng och hamnade på tionde plats. William Lind, som var svensk dirigent vid den internationella finalen, hävdade i efterhand att orkestern hade haft en hemlig omröstning, och då hade tippat att Sverige skulle vinna.
Melodin låg på Svensktoppen i en vecka, på nionde plats den 17 april 1965.
Han spelade också in låten på en EP med samma namn samma år.